# Lycée polyvalent Gustave-Monod

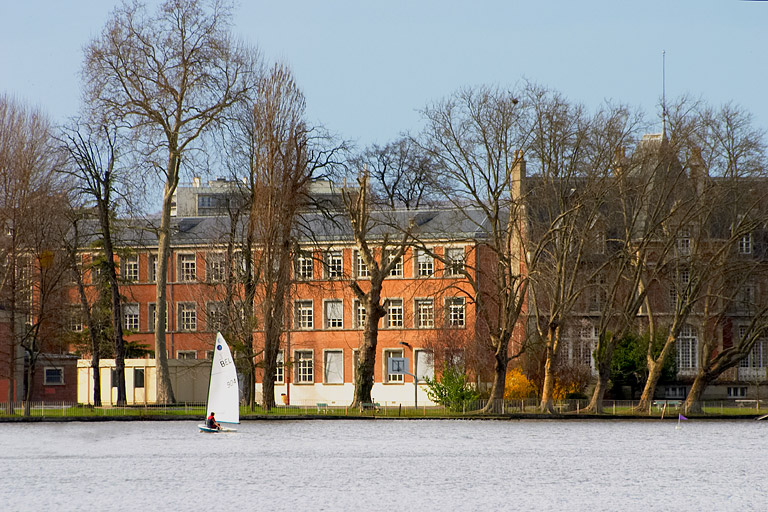
Lycée polyvalent Gustave-Monod, Enghien-les-Bains.

Le lycée polyvalent Gustave-Monod est un établissement français d'enseignement secondaire et supérieur, situé avenue de Ceinture à Enghien-les-Bains (Val-d'Oise, Île-de-France), en bordure du lac. Son terrain est à cheval sur les communes d'Enghien et de Saint-Gratien (sur le territoire de laquelle est situé le bâtiment du lycée technique).
Il a la particularité de posséder 2 sites distincts : un côté « Jardin », regroupe les anciens locaux du lycée professionnel de Saint-Gratien et depuis la rénovation de 2023 des salles banales, et le côté « Lac » avec le bâtiment historique de 1946, principalement dédié aux filières générales. Il s'agit d'un des plus grands lycées d'Île de France, par son étendue et son effectif. 
L'établissement a été le premier en Île-de-France et parmi les premiers en France à proposer la délivrance simultanée du baccalauréat et de son équivalent allemand, l'Abitur (filière Abibac), dont la première promotion est sortie en 1998. Il propose des classes préparatoires aux grandes écoles (CPGE) en filière scientifique et littéraire.
Cet établissement propose beaucoup de spécialités depuis la réforme du baccalauréat de 2019 :
- Sciences économiques et sociales
- Théâtre
- Humanités, littérature et philosophie
- Sciences de l'ingénieur
- Histoire-géographie, géopolitique et sciences politiques
- Mathématiques
- Numérique et sciences informatiques
- Physique-chimie
- Sciences de la vie et de la Terre
- Langues, littératures et cultures étrangères et régionales
- Anglais Monde Contemporain
- Éducation Physique, Pratiques et Cultures Sportives

## Histoire
L'établissement a été fondé en octobre 1946, à l'initiative de Gustave Monod, en tant que lycée expérimental, annexe du lycée Claude-Bernard de Paris. Agrégé de philosophie, ancien directeur de cabinet du ministre de l'Éducation nationale, ancien inspecteur général et chargé de la Direction de l'enseignement du second degré au ministère après la Seconde Guerre mondiale, Gustave Monod entendait rompre avec les méthodes d'enseignement qui avaient prévalu jusqu'alors et lança les « classes nouvelles de la Libération ». L'établissement est devenu un lycée classique à partir de 1979.
En avril 2008,, ainsi qu'en octobre 2010,, le lycée a été le théâtre d'affrontements entre élèves et forces de l'ordre à la suite de manifestations politiques. Des travaux de 76 millions d'euros sont prévus de 2012 à 2023 afin de rénover le site jardin et construire de nouveaux bâtiments du lycée. La fusion du lycée Gustave Monod et du Lycée des métiers a été effectuée en 2016.
En septembre 2023, le « site jardin restructuré » est inauguré par Philippe Bonneville et Pascal Lefèvre, respectivement ex-proviseur et son successeur depuis 2023, en présence de Valérie Pécresse, présidente d'Île-de-France, des maires de la Plaine Vallée et de Jacqueline Eustache-Brinio, sénatrice du Val-d'Oise. Ce site jardin restructuré accueille un nouvel amphithéâtre nommé en hommage à Lucie Aubrac, résistante et professeur au lycée pendant plusieurs années.

### Classement du lycée
En 2015, le lycée se classe  41e sur 45  au niveau départemental quant à la qualité d'enseignement, et 2226e  au niveau national. Le classement s'établit sur trois critères : le taux de réussite au bac, la proportion d'élèves de première qui obtient le baccalauréat en ayant fait les deux dernières années de leur scolarité dans l'établissement, et la « valeur ajoutée » (calculée à partir de l'origine sociale des élèves, de leur âge et de leurs résultats au diplôme national du brevet).
En 2022, le lycée se classe  19e sur 46 puis monte à la 18e place  au niveau départemental, selon une étude du Parisien. Le Palmarès se base sur une note attribuée sur 20 selon la combinaison du nombre de spécialités, diversité sociale, taux de réussite, taux de mention et valeur ajoutée du lycée.

### Classement des CPGE
Le classement national des classes préparatoires aux grandes écoles (CPGE) se fait en fonction du taux d'admission des élèves dans les grandes écoles.
En 2024, L'Étudiant donnait le classement suivant pour les concours de 2023 :
| Filière | Élèves admis dans une grande école* | Taux d'admission* | Taux moyen sur 5 ans | Classement national | Évolution sur un an |
| --- | ----------------------------------- | ----------------- | -------------------- | ------------------- | ------------------- |
| Khâgne A/L (2015) | 0 / 30 élèves                       | 0 %               | 0 %                  | 41eex-æquo sur 41   | =                   |
| Khâgne LSH | 0 / 30 élèves                       | 0 %               | 0 %                  | 34 sur 76           | =                   |
| MP / MP* | 3 / 20 élèves                       | 15 %              | 11.2 %               | 83 sur 145          | +                   |
| PC / PC* | 2 / 15 élèves                       | 13.3 %            | 6.3 %                | 69 sur 103          | +                   |
| Source : Classement 2024 des prépas - L'Étudiant (Concours de 2023). * le taux d'admission dépend des grandes écoles retenues par l'étude. En khâgnes, ce sont l'ENSAE, l'ENC,les 3 ENS, et 5 écoles de commerce qui ont été retenues. En filières scientifiques, c'est un panier de 11 à 17 écoles d'ingénieurs qui a été retenu selon la filière (MP, PC, PSI, PT ou BCPST). |                                     |                   |                      |                     |                     |

## Parmi les anciens élèves et enseignants
- Lucie Aubrac (1912-2007), figure de la résistance, y fut professeur d'histoire pendant plusieurs années.
- Richard Bohringer (1942-) comédien, a été élève du lycée de 1957 à 1960
- Camille de Sablet (1982-) comédienne, a été élève du lycée de 1997 à 2000
- Jérémy Fontanet (1985-) danseur et chanteur, a été élève du lycée de 2000 à 2003
- Bernard Hautecloque (1963-) écrivain et historien, a enseigné à Gustave-Monod de 1994 à 2002.
- Martine Robier, écrivain et femme de théâtre, a enseigné au lycée Gustave-Monod
- Stéphane Giocanti, historien et écrivain français, a enseigné au lycée de 2003 à 2023.
- Marion L'Hour (1981-), journaliste et chef du service économique de France Inter a été élève du lycée, de 1995 à 1998.
- Frank Tétart (1968-), géopolitologue français, enseigne dans ce lycée depuis 2017.
- Riyad Mahrez joueur professionnel de football, a été élève du lycée.